# Ernst Verbeek
Ernst Verbeek (Semarang (Nederlands-Indië), 2 april 1919 – 22 november 2009) was een Nederlands psychiater (zenuwarts), hoogleraar en publicist. 

## Biografie
Ernst Verbeek studeerde geneeskunde in Leiden en Amsterdam. Daarna was hij assistent van H.C. Rümke (Utrecht) en Jan Droogleever Fortuyn (Groningen).
In 1956 vestigde hij zich als psychiater in Arnhem. Van 1969 tot en met 1985 was hij als hoogleraar Klinische Psychiatrie verbonden aan de Rijksuniversiteit Gent. Ook was hij directeur-diensthoofd van de Psychiatrische Kliniek in Gent.
Verbeek was een aanhanger van de zogenaamde Utrechtse School. Hij stond een existentiële psychiatrie voor, die zowel sterk leunde op de fenomenologie als ook op de psychoanalyse. 
Gaarne schreef Verbeek over literatuur. Hij 'vermengde' daarin de biografie van de literator met de interpretatie van de literaire kunstwerken. Samenhangend met deze methodiek was hij gekant tegen het structuralisme, zoals de Tel Quel groep. Deze beweging wilde de literaire tekst zoveel mogelijk verklaren vanuit de tekst zelf, zonder een beroep te doen op de subjectiviteit van de schrijver of de dichter - zoals zijn psychopathologie. Hij meende dat deze benadering geen kennisgroei opleverde, waardoor het volgens hem slechts een beperkte waarde had. Daarentegen had Verbeek een voorliefde voor auteurs die hun leven mystifieerden in hun werk, zoals Kafka, Rimbaud, Shakespeare (in zijn Sonnetten) en Freud.
Ook was Verbeek een tegenstander van de antipsychiatrie.

## Boekpublicaties
- Arthur Rimbaud: een pathografie, Amsterdam, 1957, Diss. Utrecht. Henriette Roland Holst-prijs 1959.
- De sympathische mens, Utrecht, 1962
- Zin en waarde van verlegen zijn, Amsterdam, 1968
- The measure and the choice: a pathographic essay on Samuel Johnson, Gent, 1971
- Geloof en ongeloof bij Sigmund Freud, Nijkerk, 1971
- Victor E. van Vriesland, 1892-1972, Amsterdam, 1972. Verscheen ook in Maatstaf.
- De man met de glazen hoed: over de dromen van Sigmund Freud, Nijkerk, 1973
- Psychiatrie in holle en bolle spiegels: een kritische verkenning op het gebied der anti-psychiatrie, Nijkerk, 1975
- Loon voor duivelsdienst: over het verband tussen persoon en werk van Franz Kafka, Assen, 1984
- De goden verzoeken: John Cowper Powys, zijn persoon en zijn werk, Assen, 1989
- Kafka's alibi: over de volgorde der kapitoren van zijn roman "Der Prozeß", Assen, 1992
- Een innerlijke vaart: psychologische biografie van Stendhal, Assen, 1994
- De hemel mag het weten: over de poëzie en de persoonlijkheid van Tristan Corbière, Assen, 1997
- In de schaduw van het woord: het raadsel Tolstoj, Assen, 2001